# Rhantus kakapupu
Rhantus kakapupu är en skalbaggsart som beskrevs av Michael Balke 2001. Rhantus kakapupu ingår i släktet Rhantus och familjen dykare. Inga underarter finns listade i Catalogue of Life.